# Robert Nainby
Robert Nainby (1869–1948) foi um ator de cinema irlandês.

## Filmografia selecionada
- Dandy Dick (1935)
- Royal Cavalcade (1935)
- Death on the Set (1935)
- No Monkey Business (1935)
- When Knights Were Bold (1936)
- Public Nuisance No. 1 (1936)
- All In (1936)
- Chick (1936)
- Land Without Music (1936)
- The Lilac Domino (1937)
- Under Secret Orders (1937)
- Keep Fit (1937)
- We're Going to Be Rich (1938)